# Middle Caicos
Middle Caicos of Grand Caicos is een eiland in het Caribisch gebied, onderdeel van de Caicoseilandengroep waarvan het het grootste eiland is. Het telt circa 468 inwoners.
Het wordt in het westen gescheiden van North Caicos door Juniper Hole, en in het oosten gescheiden van East Caicos door de Lorimer Creek, een smalle waterdoorgang.